# Mariana Leguía Lama
Mariana Leguía Lama (Lima, 1973) es una bióloga molecular, celular y bioquímica peruana. Directora del Laboratorio de Genómica de la Pontificia Universidad Católica del Perú (PUCP). Su línea de investigación se focaliza en el estudio de enfermedades infecciosas causadas por virus y bacterias, particularmente aquellas que son endémicas en el Perú como el Dengue. Experta en los campos de genómica, metagenómica y transcriptómica.

## Educación
Mariana Leguía es Licenciada en Biología por la Universidad Lawrence (Wisconsin, Estados Unidos), donde se graduó summa cum laude como becaria Fulbright en 1996. Realizó estudios doctorales en Biología Molecular, Celular y Bioquímica en la Universidad de Brown (Rhode Island, EE. UU.). Posteriormente, realizó trabajos de investigación postdoctoral en Biología Sintética tanto en el Laboratorio Nacional Lawrence Berkeley (Berkeley, EE. UU.) como en la Universidad de California. 

## Investigación y carrera
Luego de obtener la licenciatura, ejerció su carrera como investigadora en distintas universidades de Estados Unidos, entre ellas Chicago, Lawrence, Northwestern y Duke.  En 2011 regresó al Perú para dirigir la Unidad de Genómica y Descubrimiento de Patógenos del Departamento de Virología de la Unidad de Investigación Médica Naval n.º 6 de los Estados Unidos (NAMRU-6, Lima). Desde enero de 2018 dirige el Laboratorio de Genómica de la Pontificia Universidad Católica del Perú.  Su investigación se centra en las enfermedades infecciosas causadas por virus y bacterias, especialmente las endémicas de la región. 
Su enfoque científico se centra en la utilización de técnicas genómicas avanzadas, como la Secuenciación de Nueva Generación, RNA-seq y ribosome profiling con la finalidad de  desarrollar diagnósticos, descubrir nuevos patógenos que pueden afectar la salud humana y animal, optimizar vacunas y encontrar marcadores genómicos de riesgo de enfermedades. 

## Obras
Mariana Leguía cuenta con más de 30 publicaciones en revistas indexadas internacionalmente. En 2017, su análisis del genoma completo de Bartonella ancashensis, un nuevo patógeno causante de la verruga peruana, amplió el conocimiento sobre esta enfermedad. Ese mismo año, publica el capítulo Synthetic Sound from Synthetic Biology en Synthetic Aesthetics: Investigating Synthetic Biology’s Designs on Nature, en el cual explora cómo la biología sintética puede usarse para crear y manipular sonidos, fusionando ciencia y arte. Posteriormente, en 2018, su trabajo en la caracterización de Rickettsia asembonensis mediante tipificación de secuencia multilocus contribuyó a una mejor comprensión de esta bacteria. En 2020, destacó la importancia de la genómica en la medicina de precisión y la salud pública, subrayando el papel de la secuenciación de próxima generación de patógenos.
En años recientes, su investigación ha abordado la evaluación de intervenciones para el control de vectores, como el uso de repelentes espaciales contra enfermedades transmitidas por mosquitos. En 2023, sus estudios sobre la dinámica de transmisión del dengue proporcionaron datos cruciales para el desarrollo de estrategias de control. Ese mismo año, su investigación reveló la presencia de influenza aviar altamente patógena en fauna marina peruana, alertando sobre riesgos para la salud pública. Más recientemente, en 2024, contribuyó al desarrollo de un nuevo sistema de nomenclatura para el virus del dengue, facilitando el seguimiento de brotes y la comprensión de la evolución viral.

## Distinciones y premios
- Becaria Fulbright para cursar estudios de pregrado en la Universidad de Lawrence.[8][10]
- Beca para pasantía en investigación en el Departamento de Hematología y Oncologia de la Universidad de Chicago.[10]
- Editora Invitada para un suplemento especial de la revista Journal of Infectious Diseases titulado "Next-Generation Sequencing Technologies to Advance Global Infectious Disease Research".[10]
- Presidenta en la 7.ª Reunión de la Red Panamericana de Investigación del Dengue. [10]
- 2020: Convocada por resolución ministerial N.º 184-2020-MINSA a conformar un Grupo de Trabajo de naturaleza temporal, dependiente del Ministerio de Salud, con el objetivo de asesorar en materia de innovación en tecnologías sanitarias para la atención y manejo de la COVID-19. [8][10]
- Fue designada para actuar como asesora experta durante varios brotes de enfermedades infecciosas, como la pandemia de COVID-19 y el brote de dengue del 2023.[8]